# Krivec (nož)
Krivec je nož z zakrivljenim rezilom.
Krivec je ročni nož z močno zakrivljenim rezilom za delo v sadovnjakih pri cepljenju in za oskrbo ran po obrezovanju sadnega drevja.